# Gönen (district, Balıkesir)
Gönen is een Turks district in de provincie Balıkesir en telt 72.920 inwoners (2007). Het district heeft een oppervlakte van 1118,2 km².
De bevolkingsontwikkeling van het district is weergegeven in onderstaande tabel.
| 1997   | 2000   | 2007   |
| ------ | ------ | ------ |
| 70.662 | 71.804 | 72.920 |